# Sveriges generalkonsulat i New York
Sveriges generalkonsulat i New York är sedan 2016 ett generalkonsulat i New York, USA.

## Historia
Sverige har haft ett konsulat i New York sedan 1834. Det lönade konsulatet i New York - en utlandsmyndighet med cirka 25 anställda, diplomater såväl som lokalanställda - stängdes 2010 av budgetskäl. I samband med detta öppnade det mindre svenska honorära generalkonsulatet. Statsminister Stefan Löfven meddelade i november 2014 att Sverige skulle öppna ett lönat generalkonsulat i New York igen, då tidigast hösten 2015. Generalkonsulatet återinvigdes den 27 januari 2016.

## Arbetsuppgifter
Konsulatet ger konsulär service till svenskar (till exempel passansökningar, namnanmälan, ansökan om samordningsnummer, hjälp till svenskar i en nödsituation) samt hjälper amerikaner och andra nationaliteter med bland annat uppehållstillstånds- och viseringsansökningar. Generalkonsulatet bedriver även Sverigefrämjande verksamhet genom att stöda och marknadsföra svensk kultur i New York-området, såväl som att främja handel mellan Sverige och USA, samt stimulera till utländska investeringar i Sverige. Generalkonsulatets distrikt inbegriper delstaterna New York, New Jersey och Connecticut. Konsulatet rapporterar till Sveriges ambassad i Washington.

## Ansvarsområde
Generalkonsulatets distrikt, från åtminstone 1969 till 1975, omfattade, förutom staden New York, delstaterna i New York, Connecticut, Delaware, Georgia, Kentucky, Maine, Maryland, Massachusetts, New Hampshire, New Jersey, North Carolina, Pennsylvania, Rhode Island, South Carolina, Tennessee, Vermont, Virginia, West Virginia, Florida (förutom västkusten) och District of Columbia samt Puerto Rico och Saint Thomas. Delstaterna Alabama, Louisiana, Mississippi, Texas, samt Floridas västkust tillhörde svenska generalkonsulatet i Houston fram till 1975. Från 1976 tillhörde de generalkonsulatet i New Yorks distrikt. Samma år överfördes delstaterna Kentucky och Tennessee till generalkonsulatet i Chicago. År 1979 återgick delstaterna förutom Florida till generalkonsulatet i Houston.
Från 1982 ansvarade man för hela Amerikanska Jungfruöarna. Generalkonsulatet i Houston stängde 1982 och från 1983 ansvarade generalkonsulatet i New York åter för delstaterna Alabama, Louisiana, Mississippi samt den nytillkomna Arkansas, dock ej Texas. År 1993 stängde det svenska generalkonsulatet i Chicago så året efter övertog generalkonsulatet i New York delstaterna Illinois, Indiana, Iowa, Kansas, Kentucky, Michigan, Minnesota, Missouri, Nebraska, North Dakota, Ohio, Oklahoma, South Dakota, Tennessee, Texas och Wisconsin. År 1995 stängde Sveriges generalkonsulat i Los Angeles och generalkonsulatet i New York blev Sveriges enda kvarvarande generalkonsulat i USA. Distriktet kom därefter att omfatta hela USA.

## Byggnader

### Kansli
Den 12 april 1899 flyttade svensk-norska konsulatet till 17 State Street i Financial District. I januari 1906 rapporterades det att det svenska konsulatet hade flyttat till rum 1006 på 17 State Street. Konsulatet förblev på samma adress fram till 1919. År 1920 var det beläget på 119 Nassau Street i Financial District. 1921–1922 var det beläget på 6 Beekman Street i Financial District.
År 1923 flyttade man till Room 5838, Grand Central Terminal Building, 70 East 45th Street Där förblev generalkonsulatet fram till 28 februari 1931. Från 1 mars 1931 till 1936 var generalkonsulatet beläget i Chrysler Building på 405 Lexington Avenue i Midtown. 1937–1947 var generalkonsulatet beläget i Room 1118, International Building, Rockefeller Center på 630 Fifth Avenue.
År 1948 flyttade generalkonsulatet till 61 East 64th Street i Lenox Hill på Upper East Side. Här förblev generalkonsulatet kvar i över 20 år, till 1969. År 1970 flyttade generalkonsulatet till 39 våningen på 825 Third Avenue i Midtown East. År 1976 flyttande man ner en våning ner till 38 våningen där man förblev kvar till 1989. År 1990 flyttande man till 45 våningen i One Dag Hammarskjöld Plaza på 885 Second Avenue. Här blev man kvar tills 2009 då generalkonsulatet stängde.
I samband med att det honorära konsulatet öppnade 2010 flyttade kontoret till 445 Park Avenue mellan 56th Street och 57th Street, av den anledningen att den honorära generalkonsuln David E. R. Dangoor redan hade kontor i denna byggnad. Efter generalkonsulat återöppnat i december 2016 blev adressen tills vidare 445 Park Avenue. Idag är adressen åter One Dag Hammarskjöld Plaza fast på våning 40.

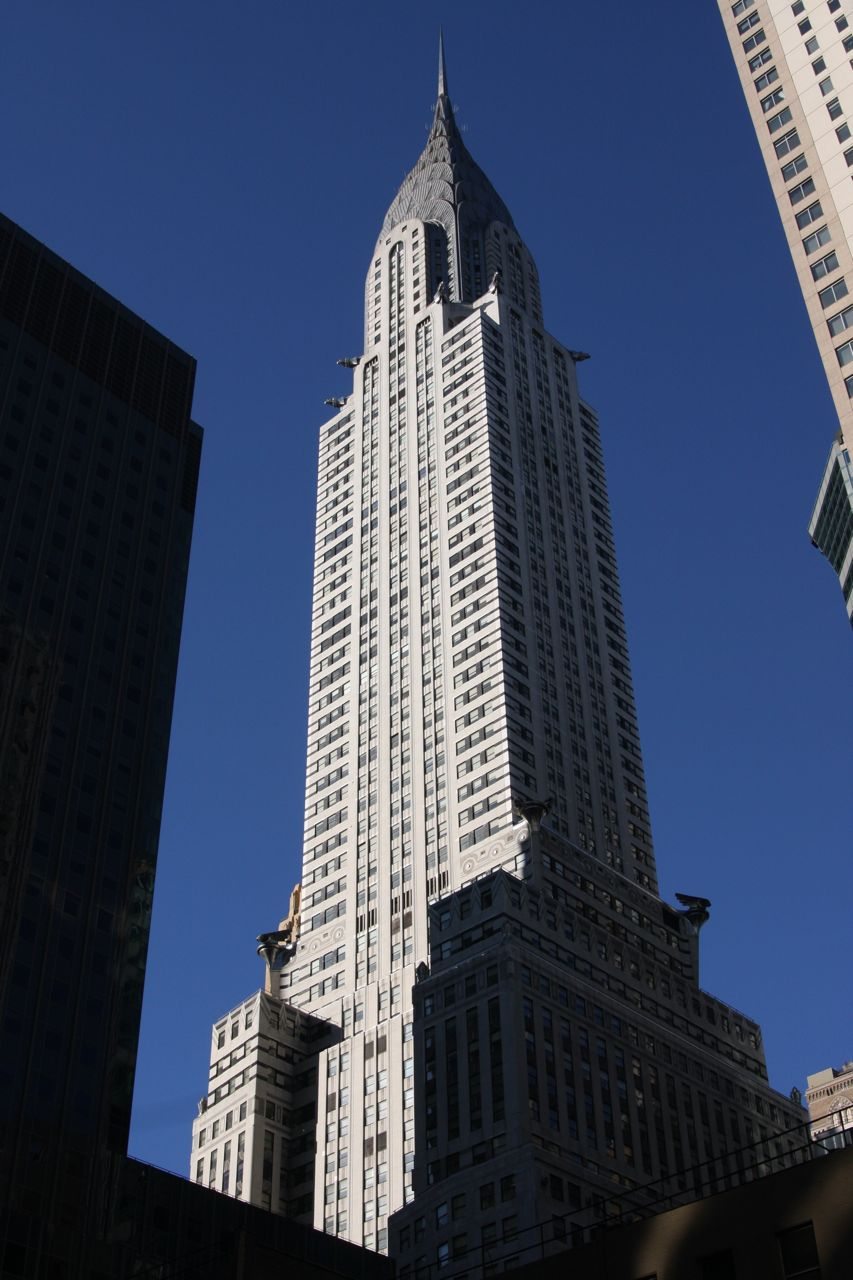
Chrysler Building 405 Lexington Avenue, (1931–1936)
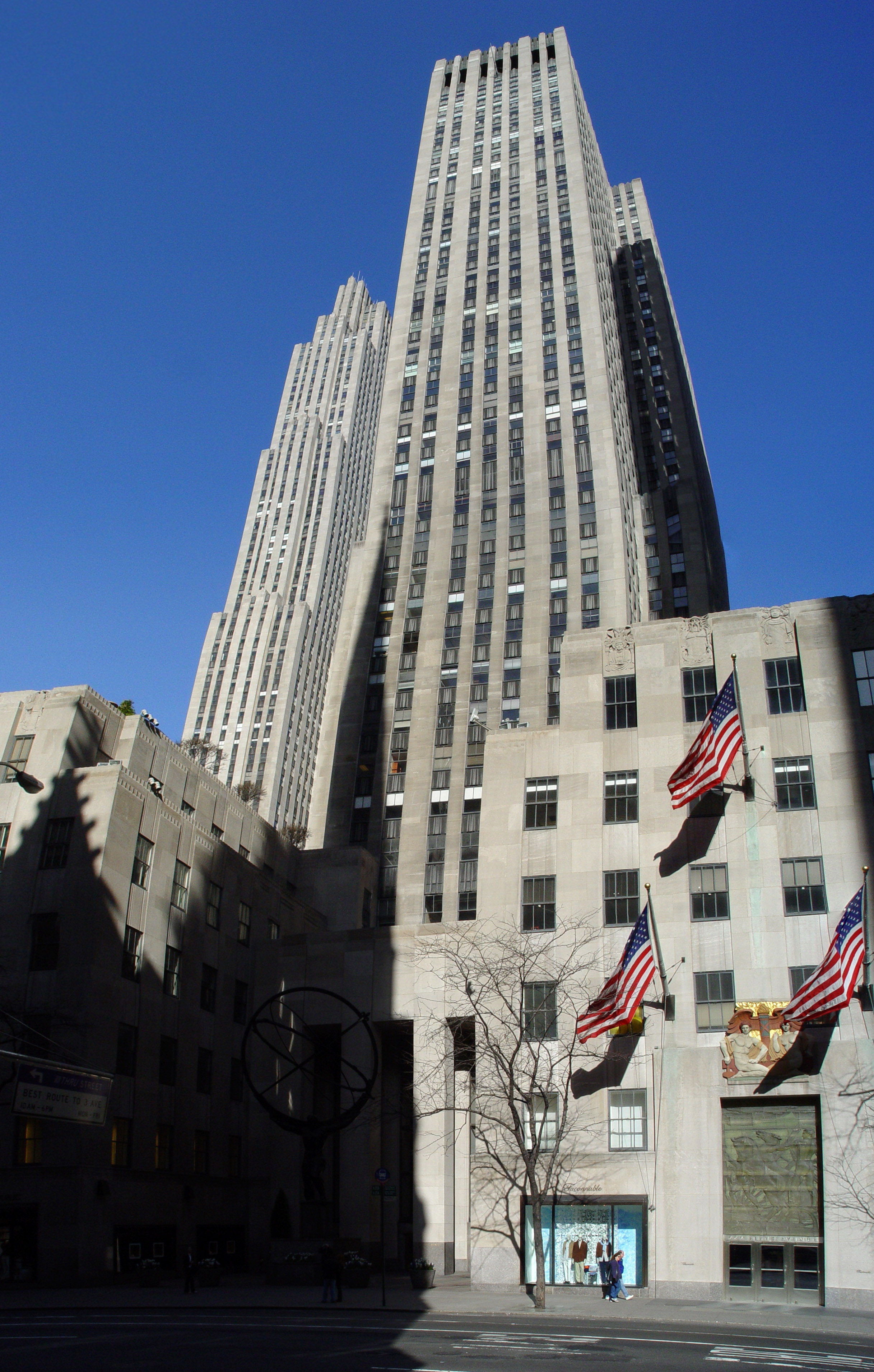
International Building 630 Fifth Avenue (1937–1947)
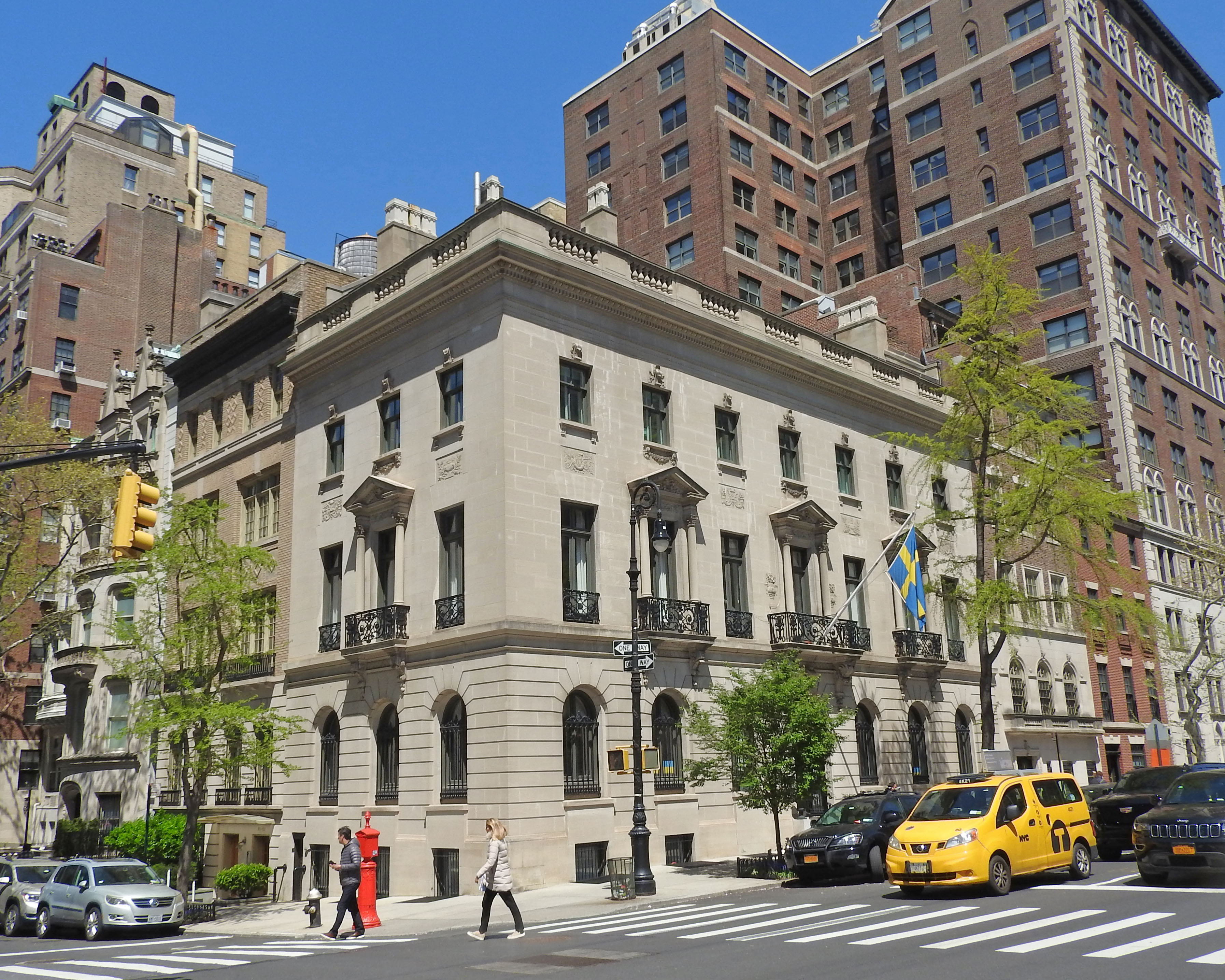
61 East 64th Street (vänster i bild) (1948–1969)
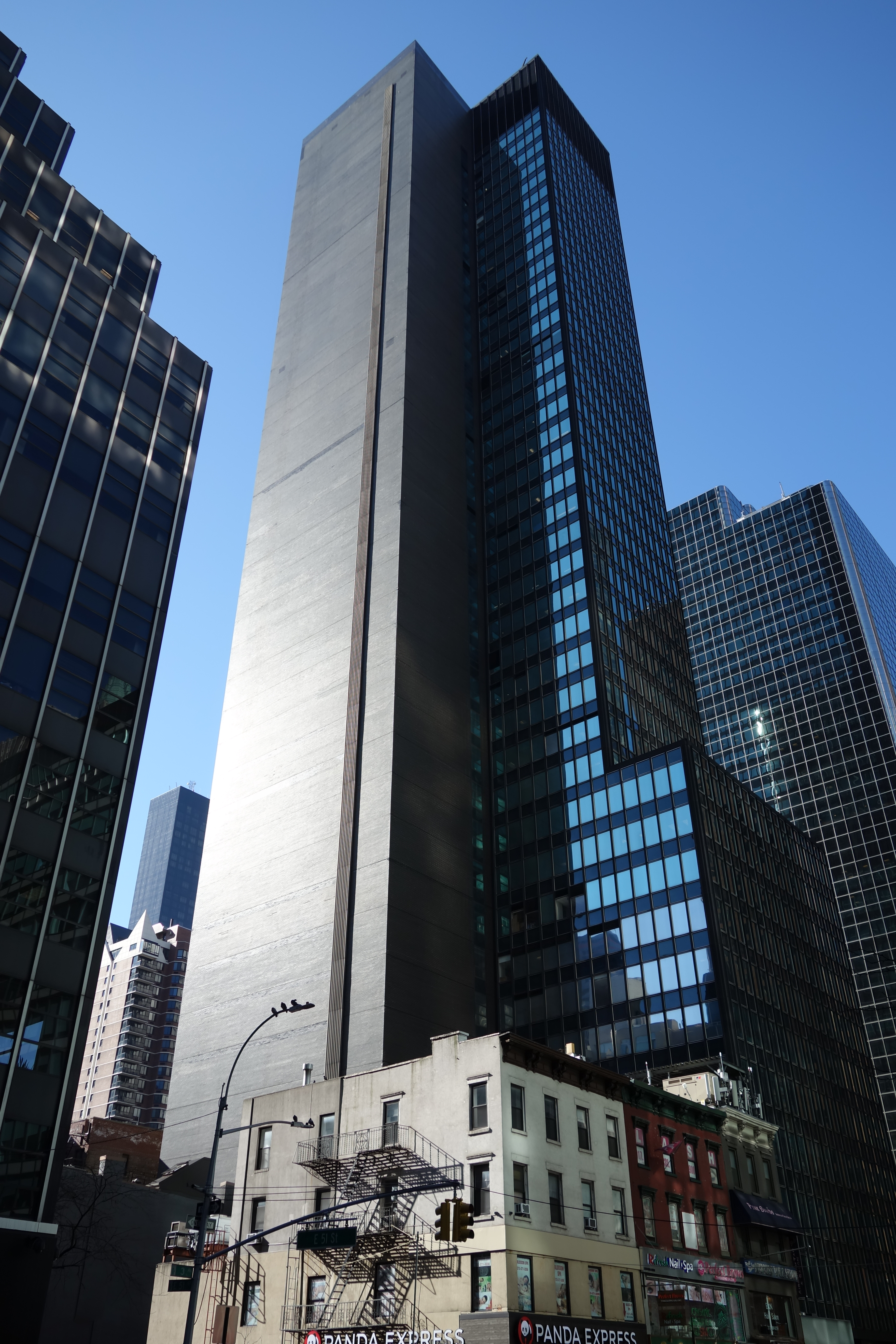
825 Third Avenue (1970–1989)
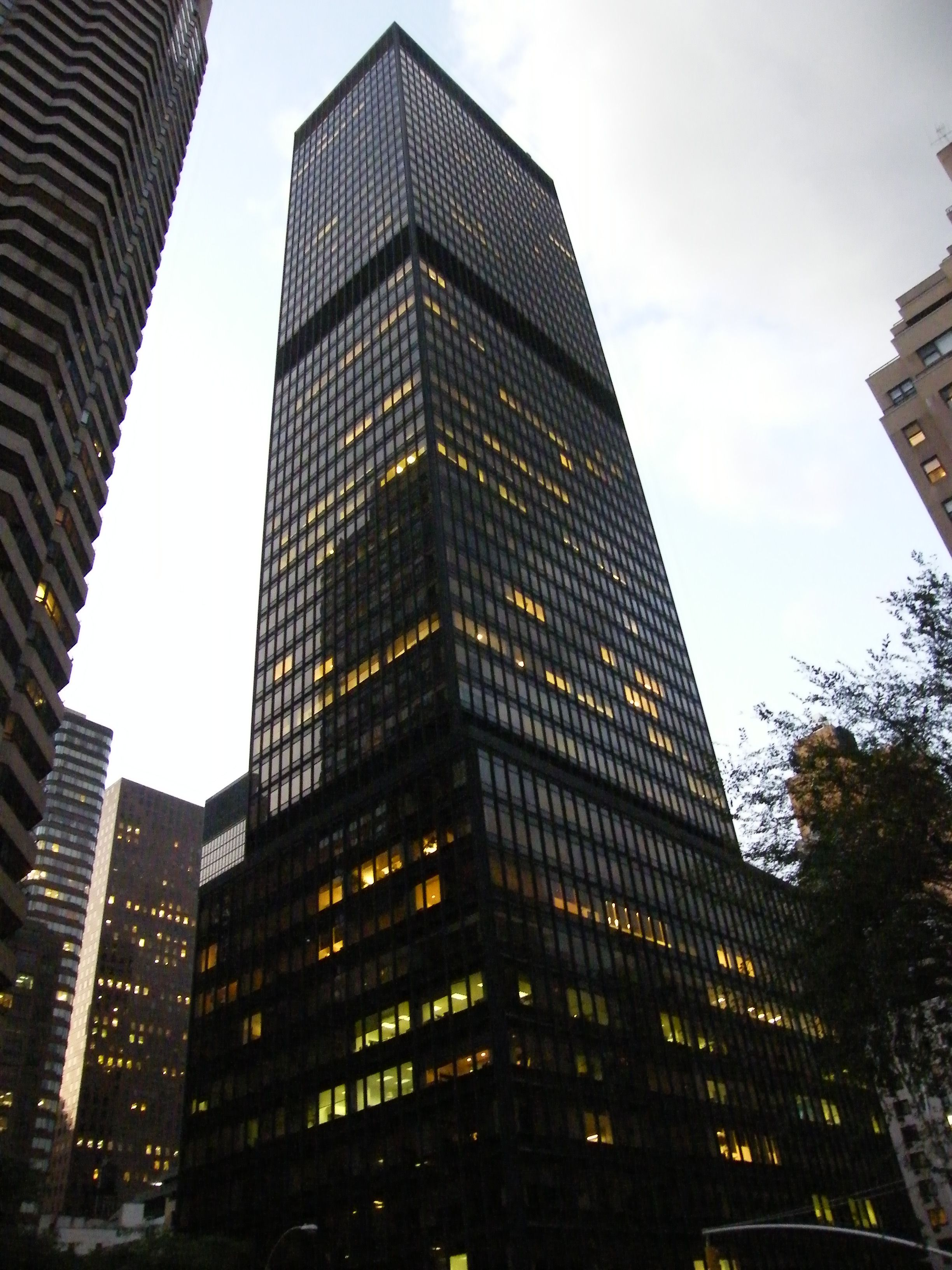
One Dag Hammarskjöld Plaza 885 Second Avenue (1990–2009, 2017–idag)

### Residens
Efter andra världskrigets slut letade svenska staten efter en residensbyggnad till generalkonsuln och 1946 inköptes huset på 600 Park Avenue för detta ändamål. När fastigheterna 61-63 East 64th Street sedan blev till salu köptes dessa och man fick möjlighet, att bereda rum för generalkonsulat och personalbostäder, vilket innebar att en ombyggnad av husens interiörer var nödvändig. Personalen flyttade in 1947 och kort därefter förvärvades också fastigheterna 604 och 608 Park Avenue. Verksamheten vid generalkonsulatets expanderade avsevärt och 1965 beslutade UD, att flytta kanslifunktionerna till modernare kontorslokaler. 
Åren 1984–85 genomförde Byggnadsstyrelsen en genomgripande ombyggnad av de fyra husen. Detta för att åstadkomma dels en fungerande bostad för generalkonsuln dels så många lägenheter som möjligt. I augusti 1984 startade byggnadsarbetena och husen var klara för inflyttning hösten 1985. Totalt, efter ombyggnaden, hade fastigheterna 21 lägenheter, tvättstugor, förrådsutrymmen och bastu. Flera välkända svenska formgivare som Carl Malmsten, Josef Frank, Carl-Axel Acking och Ingegerd Torhamn finns representerade i interiören. Arbetena omfattade även renovering av fasaderna. Sedan 1981 är byggnaderna i området klassificerade som så kallade "landmark", vilket betyder att de är byggnader med ett historiskt värde vars exteriörer inte får förändras.
Ursprungligen utgjorde byggnaden fyra separata hus men de har slagits samman till ett efter flera ombyggnader. Fastigheten ägs av svenska staten och förvaltas genom Statens fastighetsverk. Residenset på 600 Park Avenue är tjänstebostad för Sveriges Generalkonsul. Generalkonsulatet i New York och Sveriges ambassad i Washington använder även huset för representation.

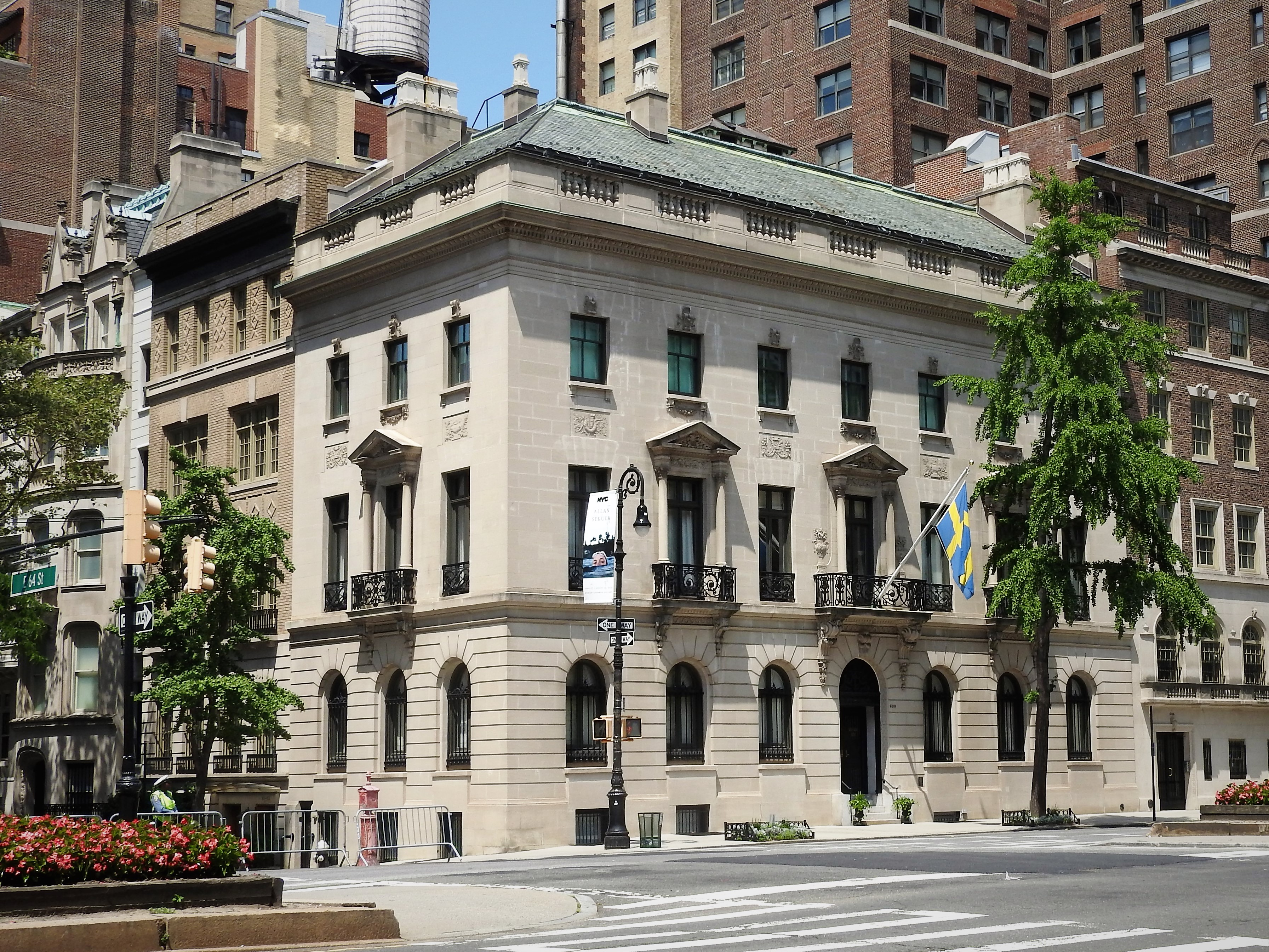
600 Park Avenue och East 64th Street
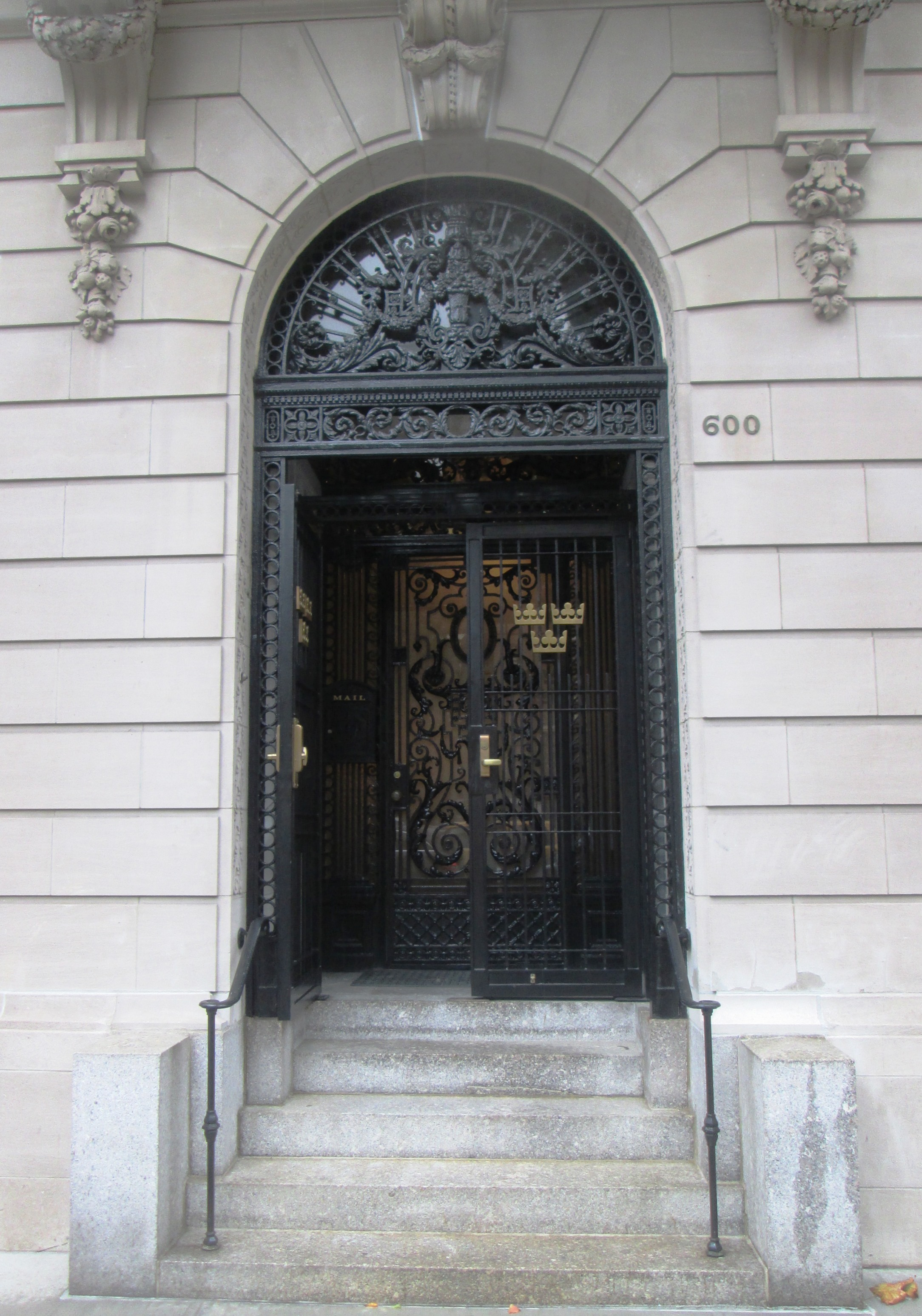
Ingång till fastigheten på 600 Park Avenue och East 64th Street

## Beskickningschefer

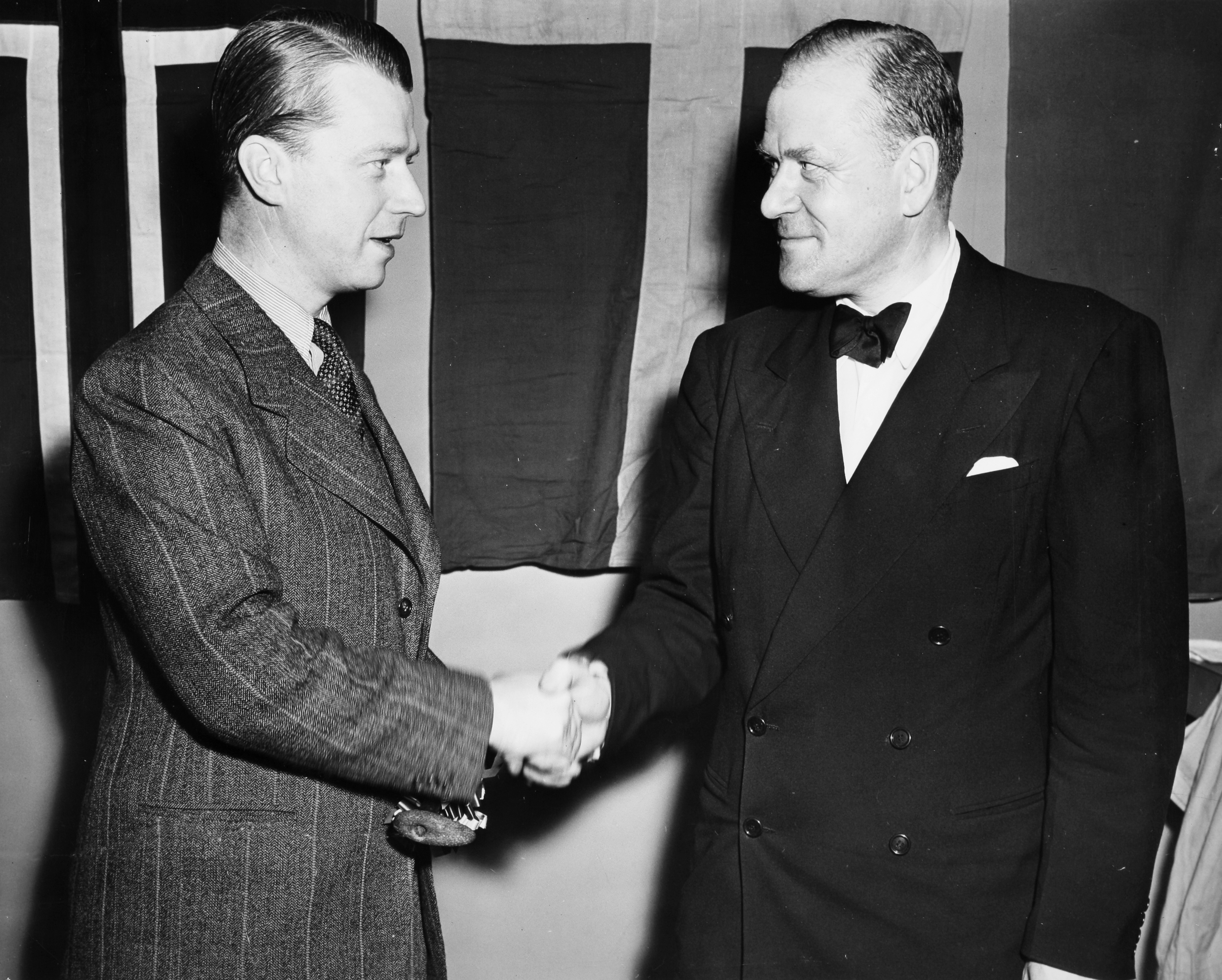
Generalkonsul Lennart Nylander (höger) med SAS VD Per Norlin i New York i september 1946.

| Namn                     | Period    | Funktion              | Anmärkning |
| ------------------------ | --------- | --------------------- | ---------- |
| Alexander Edward Johnson | 1905–1908 | T.f. generalkonsul    |            |
| Magnus Clarholm          | 1914–1919 | Generalkonsul         |            |
| Sven Magnusson Lagerberg | 1916–1918 | T.f. generalkonsul    |            |
| Nils Jaenson             | 1919–1919 | T.f. generalkonsul    |            |
| Olof Lamm                | 1919–1921 | T.f. generalkonsul    |            |
| Olof Lamm                | 1921–1933 | Generalkonsul         |            |
| Gustaf Weidel            | 1933–1935 | Generalkonsul         |            |
| Martin Kastengren        | 1935–1945 | Generalkonsul         |            |
| Lennart Nylander         | 1945–1955 | Generalkonsul         |            |
| Erik Kronvall            | 1955–1962 | Generalkonsul         |            |
| Love Kellberg            | 1963–1963 | Generalkonsul         |            |
| Tore Tallroth            | 1963–1970 | Generalkonsul         |            |
| Gunnar Lonaeus           | 1970–1975 | Generalkonsul         |            |
| Carl-Henric Nauckhoff    | 1975–1978 | Generalkonsul         |            |
| Bengt Friedman           | 1978–1983 | Generalkonsul         |            |
| Magnus Faxén             | 1984–1988 | Generalkonsul         |            |
| Arne Thorén              | 1988–1992 | Generalkonsul         |            |
| Dag Sebastian Ahlander   | 1992–1999 | Generalkonsul         |            |
| Olle Wästberg            | 1999–2004 | Generalkonsul         |            |
| Kjell Anneling           | 2004–2006 | Generalkonsul         |            |
| Ulf Hjertonsson          | 2006–2009 | Generalkonsul         |            |
| David E.R. Dangoor       | 2010–2016 | Honorär generalkonsul |            |
| Leif Pagrotsky           | 2016–2018 | Generalkonsul         |            |
| Annika Rembe             | 2018–2021 | Generalkonsul         |            |
| Camilla Mellander        | 2021–2024 | Generalkonsul         |            |
| Erik Ullenhag            | 2024–     |                       |            |